# Tammiku (Kose)
Tammiku – wieś w Estonii, w prowincji Harju, w gminie Kose. 
W roku 1963 powstał tu magazyn odpadów radioaktywnych. z którego w roku 1994 skradziono jako złom blok metalu zawierający cez-137. W wyniku napromieniowania jeden ze sprawców kradzieży zmarł.